# Green Mountain
Green Mountain är ett berg och en nationalpark på Ascension, en av öarna i det brittiska utomeuropeiska territoriet Sankta Helena, Ascension och Tristan da Cunha i södra Atlanten. Berget, som också kallas "The Peak", är 859 m ö.h. och högsta punkten på ön.
Green Mountain är av vulkaniskt ursprung med förekomst av den sällsynta mineralen dalyit. Området blev 2005 en drygt 10 km² stor nationalpark Green Mountain National Park.